# Anthaxia intermedia
Anthaxia intermedia es una especie de escarabajo del género Anthaxia, familia Buprestidae. Fue descrita científicamente por Obenberger en 1913.